# Дьявол в церкви
«Дьявол в церкви» (болг. Дяволът в черквата) — болгарский сатирический мультфильм, снятый Иваном Веселиновым в 1969 году под влиянием бельгийского аниматора Рауля Серве.
В мультфильме не произносится ни одного слова.

## Сюжет
Группа прихожан, отдалённо похожих на каких-то старушек направляется в храм (одна из них умирает по дорог, тотчас превращаясь в могилу с крестом). В храме неожиданно среди них появляется сексапильная девушка, на которую начинают заглядываться святые с икон, она начинает вести себя развязано, в частности, закуривая сигареты от свеч преред иконами. Своим поведением вызывает ужас у святых и радость дьявола, очевидно, подтолкнувшего девушку на совершение грехов. Из-за разбушевавшегося дьявола порядок в церкви нарушается: Дева Мария роняет младенца Христа; Святой Георгий, сражающийся со змеем, сам становится его жертвой; Иисус и Иоанн Креститель прячутся в Иордане, однако пришедший вовремя священник изгоняет дьявола, размахивая кадилом, и всё возвращается на свои места. Среди всего прочего, демонстрируются Иисус с апостолами, рукоплещущими ему.
Священник начинает совершать причастие (на которое девушку не пускают святые, силой удерживая её), раздавая прихожанам хлебцы, но тут же съедает остальные хлебцы и выпивает используемую на причастии освящённую воду с вином, несмотря на порицания Христа и его учеников. Крошки от хлебцов выбрасывает похожий на католического ксёндза пономарь. На крошки слетаются херувимы, которые начинают есть их, словно птицы. Двое из них начинают драться за крошки, что прихожане воспринимают как чудо. Тем временем апостолы начинают подозревать неладное и уговаривают Иисуса что-нибудь предпринять. Опасения подтвердились, из-за крошки дрались не херувимы, а замаскированные черти. Один из апостолов, вероятно, Иуда, что-то шепчет Иисусу, а затем целует его несколько раз, из-за чего он тут же оказывается распятым на кресте. К кресту направляется Богородица и рыдает, скорбя о смерти сына. Апостолы удивлены произошедшим, один из них начинает нашёптывать на ухо уже Иуде, вероятно виня его в произошедшем или воспринимая уже его как нового учителя.
Тем временем из креста, на котором распят Иисус, вырастает яблоня, плоды которой начинают поедать распятые вместе с ним разбойники, апостолы и священник. В дело пытается вмешаться сам Бог, но…
…даже он оказывается дьяволом, а всё произошедшее — его проделками.

## Создатели
- Автор сценария: Христо Ганев
- Режиссёр: Иван Веселинов
- Композитор: Александр Брызицов[болг.]
- Оператор: Павел Аршинков
- Звукооператор: Жени Парлапанова
- Ассистент режиссёра: Венета Панова
- Ассистент оператора: Фёдор Арнаудов
- Художники-мультипликаторы: Кристина Новакова, Антон Граянов, Деспина Желязова, Георгий Думаков, Ангел Георгиев
- Художник: Георгий Мутафчиев
- Монтажёр: Цветана Тричкова

Имена создателей приведены по титрам.

## Критика
Историк анимации Джаннальберто Бендацци пишет о данной работе Ивана Веселинова:

Его прекраснейшая работа «Дьявол в церкви» (1969) — о лицемерах, которые обёртываются в святость.
Оригинальный текст (англ.)His finest work, The Devil in the Church (1969), is about hypocrites who wrap themselves in sanctity.

Советский кинокритик Сергей Асенин о мультфильме:

В крайне условной манере, пародийно стилизующей иконопись, изображает Веселинов (он и здесь художник-постановщик и режиссер одновременно) церковный интерьер — ряды молящихся, священников, тайную вечерю со всеми ее участниками, Христом и Иудой. Вторжение дьявола в храм — прием, помогающий вскрыть лицемерие, скрывающееся под маской благочестия, предостеречь от ложных идолов и пророков. 

## Издание на видео
Мультфильм стал бонусной частью DVD-издания американских художественных фильмов «My Tale Is Hot» и «The Joys of Jezebel», выпущенного в 2005 году. Здесь он называется «Satan in church».